# Министерство образования Республики Башкортостан
Министерство просвещения Республики Башкортостан (баш. Башҡортостан Республикаһының мәғариф министрлығы) — орган исполнительной власти, осуществляющий управление в сфере образования в Республике Башкортостан.

## Структура
В структуру министерства входят:
- Управление национального образования;
- Отдел государственной итоговой аттестации и оценки качества образования;
- Отдел государственной политики в сфере общего образования;
- Отдел дошкольного образования;
- Отдел воспитательной работы;
- Отдел дополнительного образования;
- Отдел науки и высшего образования;
- Отдел профессионального образования;
- Отдел специального образования.

## Полномочия
Министерство образования и науки Республики Башкортостан занимается обеспечением и развитием на территории Республики Башкортостан единого российского образовательного пространства с ориентацией на международные стандарты образования, реализацией республиканских и федеральных программ развития образования в целях обеспечения взаимодействия образовательной системы с органами государственной власти, органами местного самоуправления, общественными объединениями, юридическими и физическими лицами, развитием системы управления и координации научно-исследовательских работ в образовательных учреждениях и организациях системы образования.
Министерство координирует деятельность республиканских органов исполнительной власти в формировании и реализации государственной политики развития системы образования, повышения качества образовательного процесса с учетом преемственности всех его уровней и ступеней, осуществляет комплексный анализ и прогнозирование тенденций развития образования, разрабатывает с участием республиканских органов исполнительной власти, образовательных учреждений и организаций системы образования, общественных объединений республиканские целевые, межведомственные программы и проекты в области образования, научной деятельности в системе образования, а также межрегиональные программы государственной поддержки образования и др.

## История
В ноябре 1917 года при Башкирском Правительстве создаётся отдел народного образования, руководителем которого был назначен Муса Смаков.
Согласно декрету СНК РСФСР от 26 июня 1918 года, при местных органах власти были образованы отделы народного образования. В Уфимской губернии местным губревкомом был создан Губернский отдел народного образования (Уфгубоно), а на территории Автономной Башкирской Советской Республики — Народный комиссариат просвещения (Башнаркомпрос) при Башревкоме.
В июне 1922 года, после образования «Большой Башкирии», Уфгубоно был объединен с Башнаркомпросом. Народным комиссаром просвещения назначают Г. С. Сагадеева, ранее возглавлявший Наркомпрос «Малой Башкирии». В то время наркомату
просвещения подчинялись театры и музеи, культпросвет-учреждения и книжные издательства.
В 1946 году, согласно Указу Президиума Верховного Совета СССР, Наркоматы были преобразованы в Министерства. Было образовано Министерство просвещения БАССР с подчинением соответствующему Министерству РСФСР и Совету Министров Башкирской АССР.
С 1990 года носит наименование — Министерство народного образования Башкирской ССР, 1992 года — Министерство народного образования Республики Башкортостан, 2020 года - Министерство образования и науки Республики Башкортостан, 2025 года - Министерство просвещения Республики Башкортостан

### Комиссары народного просвещения Башкирской АССР
- Аллабирде Ягафаров (1919)
- Абдулгалим Айдаров (1919—1921)
- Г. С. Сагадеев (1922—1923)
- Абдулла Адигамов (1923—1924)
- Ахмед Биишев (1924)
- Газым Касымов[баш.] (1924—1926)
- Абдулла Гисматуллин (1926—1928)
- Карим Идельгужин (1928—1930)
- Ахмет Исанчурин (1930)
- Риза Абубакиров (1930—1935)
- Губай Давлетшин (1935—1937)
- Ибрагим Абызбаев (1937)
- Сагид Алибаев (1937—1938)
- М. Ш. Хасанов (1939—1941)
- С. С. Зайнашев (1941—1944)
- Г. Х. Гумеров (1944—1946)[2]

### Министры образования Башкирской АССР и Республики Башкортостан
- Сагид Алибаев (1946—1954)
- Фатима Мустафина (1955—1971)
- С. Ш. Зиганшин (1971—1985)
- С. Г. Сулейманова (1983—1988)
- Р. Т. Гарданов (1988—1995)
- Фирдаус Хисамитдинова (1995—1998)
- Галия Мухамедьянова (1998—2004)
- Зугура Рахматуллина (2004—2006)
- Сынтимир Баязитов (2006—2007)
- Зиннат Аллаяров (2007—2011)
- Альфис Гаязов (2011—2015)
- Шафикова Гульназ Радмиловна (2015—2018)
- Хажин Айбулат Вакилович (2018—2023)
- Мавлетбердин Ильдар Маратович (2023— н.в.)

## Подведомственные учреждения[3]
| № п/п | Наименование                                                                   | Почтовый адрес                                                |
| 1     | Аксёновский агропромышленный колледж имени Н.М. Сибирцева                      | РБ, Альшеевский район, с. Ким, ул. Мира, 14б                  |
| 2     | Уфимский профессиональный колледж имени Героя Советского Союза Султана Бикеева | РБ, г. Уфа, ул. Х.Давлетшиной, 3                              |
| 3     | ПТУ, № 10 имени Ахмета Давлетова г. Уфы                                        | РБ, г.Уфа, пр. Октября, 4                                     |
| 4     | Башкирский колледж сварочно-монтажного и промышленного производства            | РБ, г.Уфа, ул. Спартака, 13                                   |
| 5     | Стерлитамакский профессионально-технический колледж                            | РБ, г. Стерлитамак, ул. А. Невского, 27                       |
| 6     | ПТУ, № 20 г.Салават                                                            | РБ, г. Салават, ул. Б. Хмельницкого, 51/23                    |
| 7     | ПТУ № 21 г.Ишимбай                                                             | РБ, г. Ишимбай, ул. Ленина, 18а                               |
| 8     | Октябрьский многопрофильный профессиональный колледж                           | РБ, г. Октябрьский, 25 микрорайон                             |
| 9     | Сибайский колледж строительства и сервиса                                      | РБ, г. Сибай, пр. Горняков, 4                                 |
| 10    | Белорецкий строительный колледж                                                | РБ, г. Белорецк, ул. 50 лет Октяюбря, 53                      |
| 11    | Нефтекамский многопрофильный колледж                                           | РБ, г. Нефтекамск, ул. Ленина, 38                             |
| 12    | Белебеевский индустриальный колледж                                            | РБ, г. Белебей, ул. Красная, 101                              |
| 13    | Мелеузовский индустриальный колледж                                            | РБ, г. Мелеуз, ул. Первомайская, 8                            |
| 14    | ПТУ, № 43                                                                      | РБ, Туймазинский район, с. Субханкулово, ул. Южная, 5         |
| 15    | ПТУ № 44 г. Уфы                                                                | РБ, г.Уфа, ул. Ухтомского, 29                                 |
| 16    | ПТУ № 54 г. Стерлитамак                                                        | РБ, г. Стерлитамак, ул. Волочаевская, 2                       |
| 17    | Уфимский политехнический колледж                                               | РБ, г. Уфа, ул. Зенцова, 81а                                  |
| 18    | Уфимский художественно-промышленный колледж                                    | РБ, г. Уфа, ул. Уфимское шоссе, 22                            |
| 19    | ПТУ, № 71 г.Стерлитамак                                                        | РБ, г. Стерлитамак, ул. Тукаева, 2б                           |
| 20    | ПТУ, № 72 г.Салават                                                            | РБ, г. Салават, бульвар С. Юлаева, 36                         |
| 21    | ПТУ, № 76 г.Ишимбай                                                            | РБ, г. Ишимбай, ул. Геологическая, 60                         |
| 22    | ПТУ, № 78                                                                      | РБ, Бакалинский район, с. Бакалы, ул. Школьная, 1             |
| 23    | ПТУ, № 80                                                                      | РБ, Зилаирский район, с. Юлдыбаево, ул. Заречная, 1           |
| 24    | Аургазинский многопрофильный колледж                                           | РБ, Аургазинский район, с. Толбазы, ул. Ленина, 125           |
| 25    | Башкирский агропромышленный колледж                                            | РБ, Уфимский район, с. Михайловка, ул. Садовая, 6             |
| 26    | ПТУ, № 85                                                                      | РБ, Чекмагушевский район, с. Чекмагуш, ул. Парковая, 3        |
| 27    | Башкирский аграрно-технологический колледж                                     | РБ, Илишевский район, с. Верхнеяркеево, ул. Комсомольская, 9  |
| 28    | Башкирский северо-западный сельскохозяйственный колледж                        | РБ, Балтачевский район, Старобалтачево, ул. Комсомольская, 4  |
| 30    | Нефтекамский профессиональный колледж                                          | РБ, г. Нефтекамсмк, ул. Трактовая, 41                         |
| 32    | ПТУ, № 94                                                                      | РБ, Буздякский район, с. Каран, ул. Новая, 7                  |
| 33    | Башкирский сельскохозяйственный профессиональный колледж                       | РБ, Аскинский район, с. Аскино, ул. Ленина, 153               |
| 34    | ПТУ, № 98 с. Учалы                                                             | РБ, Учалинский район, с. Учалы, ул. Школьная, 1               |
| 36    | ПТУ № 101                                                                      | РБ, Янаульский район, п. Прогресс, ул. Механизаторов, 24      |
| 37    | ПТУ, № 112 с. Языково                                                          | РБ, Благоварский район, с. Языково, ул. Пушкина, 25           |
| 38    | ПТУ, № 116 с. Исянгулово                                                       | РБ, Зианчуринский район, с. Исянгулово, ул. Геологическая, 17 |
| 39    | ПТУ, № 148                                                                     | РБ, Шаранский район, с. Шаран, ул. Школьная, 3                |
| 40    | Мишкинский агропромышленный колледж                                            | РБ, Мишкинский район, с. Мишкино, ул. Ленина, 143             |
| 41    | Уфимский художественно-гуманитарный колледж                                    | РБ, г. Уфа, ул. Рыбакова, 6а                                  |
| 42    | Дюртюлинский многопрофильный колледж                                           | РБ, Дюртюлинский район. д. Старый Уртай, ул Кооперативная, 3  |
| 43    | Баймакский сельскохозяйственный колледж                                        | РБ, Баймакский район, с. Ургаза, Коммунистическая, 1          |
| 44    | Дуванский многопрофильный колледж                                              | РБ, Дуванский район, с. Дуван, ул. Гагарина,51                |
| 45    | ГБОУ РПМГ № 2 "Смарт"                                                          | РБ, г. Уфа, ул. Евгения Столярова, д. 26                      |

## Интересные факты
С 2000 года при Министерстве образования Республики Башкортостан функционирует Республиканский Музей истории развития образования, расположенный по адресу: г. Уфа, ул. Гоголя, д. 34.

## Скандалы
4 августа 2014 года в интернете появился документ за подписью заместителя министра образования Республики Башкортостан Владимира Аристархова от 1 августа 2014 года ко всем руководителям органов управления образованием. В нём чиновник просит управления образования республики до 15 августа 2014 года «проанализировать контингент учащихся на предмет обучения в образовательных организациях выходцев из западных областей Украины с целью недопущения с их стороны возможных провокационных действий». Это должно было быть сделано во исполнение распоряжения президента республики Рустэма Хамитова от 21 июля 2014 года №РП-160 «Об организации работы органов исполнительной власти, местного самоуправления и правоохранительных органов республики по приему и временному размещению граждан, временно покинувших территорию Украины».
В Минобразования РФ подтвердили подлинность документа, но раскритиковали его суть. Заместитель министра образования и науки РФ Вениамин Каганов заявил "об удивлении инициативой, и рекомендовал министру образования республики Альфису Гаязову разобраться в ситуации и «исключить впредь возможность появления документов с неоднозначным толкованием». По оценке члена СПЧ и председатель правозащитной ассоциации «Агора» Павла Чикова, инициатива башкирского минобразования является экстремизмом, а директор центра «Сова» Александр Верховский предложил уволить Владимира Аристархова.